# Suzuki Jimny

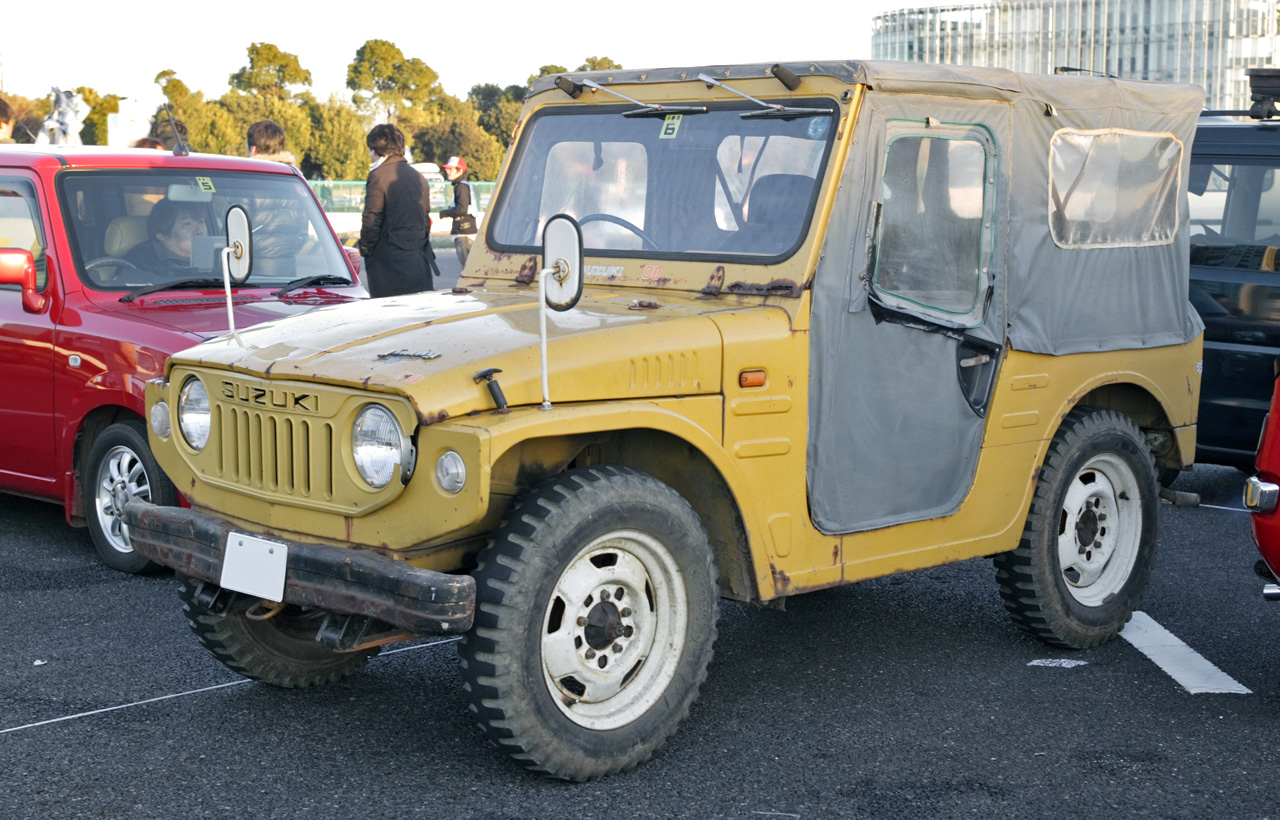
Suzuki Jimny LJ20

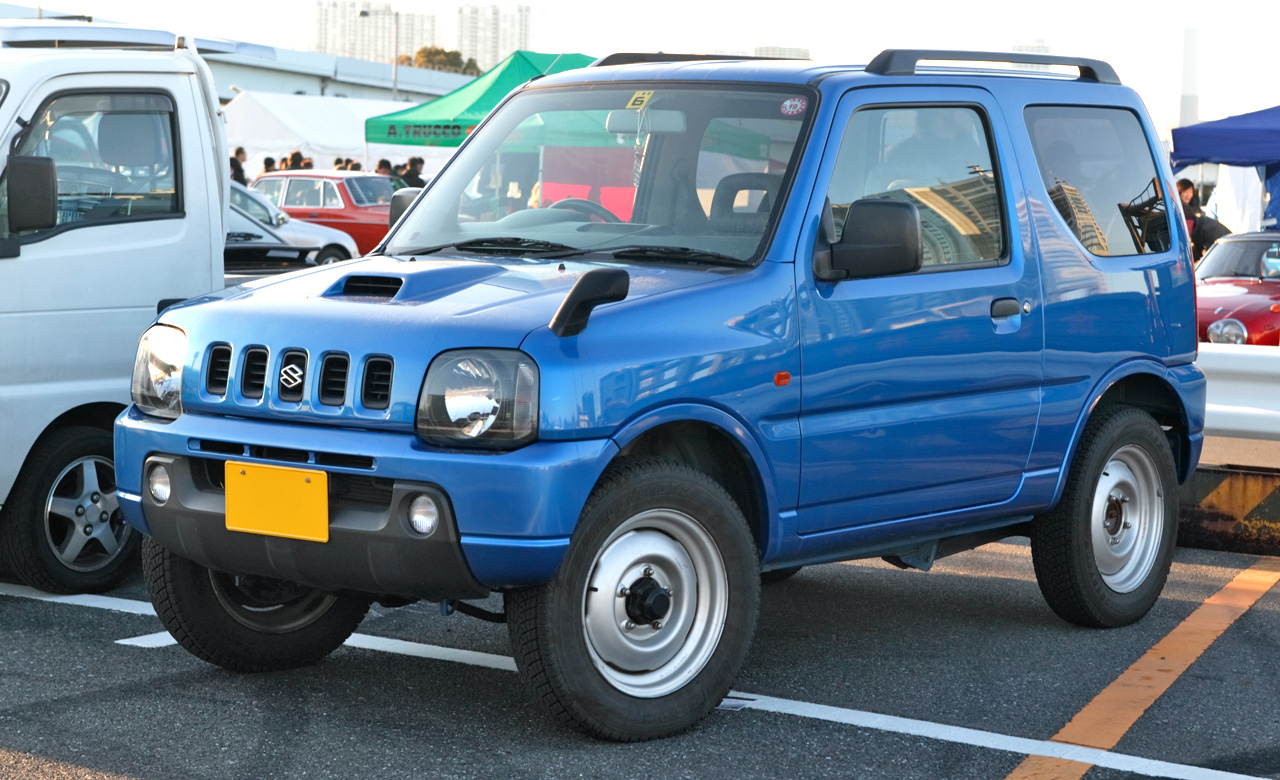
Suzuki Jimny JB23

Suzuki Jimny är en serie små terrängbilar som tillverkas av japanska Suzuki sedan 1970. Bilmodellen har genomgått tre generationer.

## Historia
1969 köptes Hope Motor Company av Suzuki vilka sedan 1965 tillverkade bilen HopeStar ON360, vilken kom att få namnet Jimny under Suzuki.
Första generationen tillverkades mellan åren 1970 och 1981 med följande modeller:
- LJ10 (1970-1972) med en 359 cc, luftkyld tvåtaktsmotor.
- LJ20 (1972-1976) med en 359 cc, vattenkyld tvåtaktsmotor.
- SJ10/Jimny 55 (1976-1979) med en 550 cc motor med tre cylindrar.
- SJ20/Jimny 8/LJ 80 (1977-1981) med en fyrcylindrig 800 cc motor.

Andra generationen tillverkades mellan åren 1981 och 1998 med följande modeller:
- SJ30/Jimny 550  (1981-1984)
- SJ410/Jimny 1000 (1981–1998) vilken var den första av modellen som exporterades till Sverige, som Suzuki Samurai och inte Jimny.
- SJ40/Jimny 1000 (1982–1986)
- SJ 30/Jimny 550 (1984–1990)
- JA51/Jimny 1300 (1984–1990)
- JA71/Jimny 550 Turbo (1986-1989) med Turbo och Intercooler
- JA11/Jimny 660 (1990–1995)
- JA12/Jimny 660 (1995–1998) med en enkel överliggande kamaxel (SOHC).
- JB31/Jimny Sierra (1993–1995)
- JB32/Jimny Sierra (1995–1998)

Tredje generationen tillverkas från 1998 med följande modeller:
- JB23 (K6A)/Jimny 660 (1998–) 2001 fick motorn dubbla överliggande kamaxlar (DOHC), och från 2005 en VVT-motor.
- JB33 (1998–1999)
- JB43 (2000–)

Notera att detta är de modeller som tillverkats av bilen och att inte alla exporterats utanför Japan. Vidare har bilen licenstillverkats i flera länder under olika namn.